# Kingo Hamada
Kingo Hamada (濱田 金吾, Hamada Kingo) (nascido em 17 de janeiro de 1953) é um cantor e compositor japonês.

## Vida e carreira
Hamada foi membro do grupo folk Craft antes de seguir carreira solo. Ele também escreveu músicas para Hironobu Kageyama.

## Impacto
Em 2017, "Crystal Dolphin", de Engelwood, sampleou "Machi no Dorufin", do álbum Midnight Cruisin' de Hamada, de 1982. "Crystal Dolphin" mais tarde se tornou um meme popular na Internet. A canção original, Machi No Dorufin, ganhou grande destaque como resultado da amostra de Engelwood.

## Discografia

### Álbuns de estúdio
| Título                | Detalhes |
| --------------------- | --- |
| Manhattan in the Rain | - Lançado: 21 de janeiro de 1980 - Gravadora: Air Records - Formato: LP                                                                   |
| Gentle Travelin'      | - Lançado: 21 de fevereiro de 1981 - Gravadora: Air Records - Formato: LP                                                                 |
| Feel the Night        | - Lançado: 5 de novembro de 1981 - Gravadora: Air Records - Formato: LP                                                                   |
| midnight cruisin'     | - Lançado: 21 de outubro de 1982 - Etiqueta: Alfa Moon - Formato: LP                                                                      |
| Mugshot               | - Lançado: 24 de agosto de 1983 - Etiqueta: Alfa Moon - Formato: LP                                                                       |
| Heart Cocktail        | - Lançamento do LP: 1º de março de 1985 - Lançamento do CD: 21 de março de 1985 - Etiqueta: Toshiba EMI /Eastworld - Formatos: LP, CD     |
| Fall in Love          | - Lançamento do LP: 19 de outubro de 1985 - Lançamento do CD: 21 de dezembro de 1985 - Etiqueta: Toshiba EMI/Eastworld - Formatos: LP, CD |

### Álbuns de compilação
| Título                       | Detalhes                                                                     |
| ---------------------------- | ---------------------------------------------------------------------------- |
| From NY to LA                | - Lançado: 5 de março de 1986 - Gravadora: Air Records - Formato: LP         |
| Best Collection ~Moon Years~ | - Lançado: 27 de fevereiro de 2002 - Etiqueta: East West Japan - Formato: CD |
| Kingo Hamada Golden☆Best     | - Lançado: 26 de julho de 2006 - Etiqueta: BMG Japão - Formato: CD           |